# HD 45871
HD 45871，又名CD-32 3072，SAO 196861、HR 2364，是一颗恒星，视星等为5.74，位于銀經240.47，銀緯-18.59，其B1900.0坐标为赤經6h 24m 55.9s，赤緯-32° -18.59′ 24″。